# Marquesado del Vado del Maestre
El marquesado del Vado del Maestre es un título nobiliario español creado el 1 de abril de 1693 por el rey Carlos II de España a favor de Diego Fernández de Córdoba y Lasso de la Vega, general de la Flota de Nueva España, caballero de la Orden de Alcántara, del Consejo de Guerra de dicho rey.

## Marqueses del Vado del Maestre
|                        | Titular                                                                     | Periodo                |
| Creación por Carlos II | Creación por Carlos II                                                      | Creación por Carlos II |
| ---------------------- | --------------------------------------------------------------------------- | ---------------------- |
| I                      | Diego Fernández de Córdoba y Lasso de la Vega Martínez de Francia y Almonte | 1693-1697              |
| II                     | Francisco de Paula Fernández de Córdoba Lasso de la Vega y Ventimiglia      | 1698-1709              |
| III                    | Diego Fernández de Córdoba Lasso de la Vega y Mansilla                      | 1710-1741              |
| IV                     | Francisco de Paula Fernández de Córdoba Lasso de la Vega y Pacheco          | 1742–1805              |
| V                      | Francisco de Paula Fernández de Córdoba y Pacheco                           | 1806-1824              |
| VI                     | Francisco de Paula Fernández de Córdoba y Pacheco                           | 1850-1858              |
| VII                    | Fernando Fernández de Córdoba y Vera de Aragón                              | 1859-1895              |
| VIII                   | Luis Xuárez de Negrón y Valdés                                              | 1909-1955              |
| IX                     | Concepción Xuárez de Negrón y Fernández-Pintado                             | 1956-1958              |
| X                      | José María de Pita-Baamonde y Xuárez de Negrón                              | 1958-1987              |
| XI                     | Ángel Negrón y Colomer                                                      | 1987-2011              |
| XII                    | José María Negrón y Colomer                                                 | 2013-2015              |
| XIII                   | José María Negrón y Carreño                                                 | 2015-actualidad        |

## Historia de los marqueses del Vado del Maestre
- Diego Fernández de Córdoba y Lasso de la Vega Martínez de Francia y Almonte, I marqués del Vado del Maestre.[2]

Se casó con Águeda de Ventimiglia y Arias del Castillo. Le sucedió su hijo.
- Francisco de Paula Fernández de Córdoba Lasso de la Vega y Ventimiglia, II marqués del Vado del Maestre.[3]

Se casó con Isabel Mansilla. Le sucedió su hijo.
- Diego Fernández de Córdoba Lasso de la Vega y Mansilla, III marqués del Vado del Maestre.[3]

Se casó con Isabel Josefa Pacheco, hija de los II marqueses de la Torre de las Sirgadas. Le sucedió su hijo.
- Francisco de Paula Fernández de Córdoba Lasso de la Vega y Pacheco, IV marqués del Vado del Maestre.[3]

Se casó con Isabel Pacheco Portocarrero y Cárdenas (1725-1782), su prima carnal, XVII condesa de la Puebla del Maestre, grande de España, XII marquesa de Bacares y IV de la Torre de las Sirgadas. Le sucedió su hijo
- Francisco de Paula Fernández de Córdoba y Pacheco, V marqués del Vado del Maestre,[4] XIII de Bacares y V de la Torre de las Sirgadas, XVIII conde de la Puebla del Maestre, grande de España, alférez mayor de Jerez de los Caballeros, sumiller de corps del Rey Fernando VII, caballero del Toisón de Oro y gran cruz de Carlos III.

Contrajo matrimonio con María Antonia Fernández de Córdoba y Sarmiento de Sotomayor (1764-1819), dama noble de María Luisa, camarera mayor de la Reina Isabel de Braganza, hija de los VI condes de Salvatierra, grandes de España. Le sucedió su hijo
- Francisco de Paula Fernández de Córdoba y Pacheco, VI marqués del Vado del Maestre, XIV de Bacares y VI de la Torre de las Sirgadas, X conde de la Puebla del Maestre, grande de España.

Se casó con María Manuela de Vera de Aragón y Nin de Zatrillas, VI marquesa de Peñafuente, hija del conde de Requena y de la IV duquesa de Sotomayor, grandes de España. Le sucedió su hijo
- Fernando Fernández de Córdoba y Vera de Aragón (1824-1895), VII marqués del Vado del Maestre.

Se casó con Antonia Bermúdez de Castro y Rascón (1830-1905), natural de Salamanca, hija de Rafael Bermúdez de Castro y Mejía y de Jacoba Rascón Cornejo y Aparicio, III vizcondesa de Revilla de Barajas. Con hijos. Sucedió tras un pleito
- Luis Juárez de Negrón y Valdés, VIII marqués del Vado del Maestre. Hijo de Luis Xuárez de Negrón y Fernández de Córdoba y de Concepción Valdés y Alfonso, y nieto de Luis Xuárez de Negrón y Montiel y de Purificación Fernández de Córdoba Centurión y Rojas.

Se casó con Josefa Fernández-Pintado y Díez de la Cortina. Le sucedió su hija
- Concepción Juárez de Negrón y Fernández-Pintado, IX marquesa del Vado del Maestre.

Casada con Nicolás de Pita y Álvarez. Le sucedió su hijo
- José María de Pita-Baamonde y Juárez de Negrón, X marqués del Vado del Maestre. Su Carta de sucesión fue cancelada en ejecución de sentencia del 20 de junio de 1987, que mandaba expedir Real Carta a favor de su sobrino.[1]

- Ángel Negrón y Colomer, XI marqués del Vado del Maestre.[1] Hijo de Ángel Negrón y de las Cuevas y de Carmen Colomer y Claramunt; nieto de Ángel Negrón y Fuentes y de Carmen de las Cuevas y Cuevas; biznieto de Luis Ramón Negrón y Ortega y de Esperanza Fuentes y Lobillos; tataranieto de Manuel María Xuárez de Negrón y Fernández de Córdoba (hermano del padre del VIII marqués) y de María del Carmen Ortega y Luque. Sucedió su hermano

- José María Negrón y Colomer, XII marqués del Vado del Maestre.[5] Le sucedió su hijo:

- José María Negrón y Carreño, XIII marqués del Vado del Maestre.[6]